# Citation Style Language
Pour les articles homonymes, voir CSL.
Le Citation Style Language (CSL) est un langage créé par Bruce d'Arcus et destiné à décrire un format d'affichage de référence bibliographique.
Un fichier CSL est un fichier XML qui décrit comment sont organisées les différentes informations d'une notice bibliographique (auteur, titre d'article, titre de revue, année, numéro de volume, pagination, etc.) et la ponctuation adoptée, pour obéir aux normes d'affichage préconisées par les revues. Il est comparable aux fichiers .bst sous BibTeX. Il est ainsi possible d'importer aisément dans son logiciel de gestion bibliographique un nouveau mode d'affichage de bibliographie.
Ce format est reconnu par plusieurs logiciels de gestion de bibliographies, dont Zotero, Mendeley et Papers.
Le projet CSL comprend un dépôt de styles, qui contient plus de 10000 styles correspondant à autant de normes bibliographiques spécifiques. Il est possible d'effectuer des recherches dans ces différents styles par le biais du Dépôt Zotero de styles.

## Structure
Un fichier CSL se divise en 5 parties:

La section info contient les informations générales sur le fichier (auteur, licence d'utilisation, lien vers la documentation, etc.).

```
<info>

<title>
Chicago
 
Manual
 
of
 
Style
 
(author-date)
</title>

<id>
http://www.zotero.org/styles/chicago-author-date
</id>

<link
 
href=
"http://www.zotero.org/styles/chicago-author-date"
 
rel=
"self"
/>

<link
 
href=
"http://www.chicagomanualofstyle.org/tools_citationguide.html"
 
rel=
"documentation"
/>

<author>

<name>
Julian
 
Onions
</name>

<email>
exemple@gmail.com
</email>

</author>

<category
 
citation-format=
"author-date"
/>

<category
 
field=
"generic-base"
/>

<summary>
The
 
author-date
 
variant
 
of
 
the
 
Chicago
 
style
</summary>

<updated>
2013-04-24T02:44:57+00:00
</updated>

<rights
 
license=
"http://creativecommons.org/licenses/by-sa/3.0/"
>
This
 
work
 
is
 
licensed
 
under
 
a
 
Creative
 
Commons
 
Attribution-ShareAlike
 
3.0
 
License
</rights>

</info>

```

La section locale regroupe les traductions et abréviations liées à la langue utilisée par l'auteur.

```
<locale>

<terms>

<term
 
name=
"editor"
 
form=
"verb-short"
>
ed.
</term>

<term
 
name=
"container-author"
 
form=
"verb"
>
by
</term>

<term
 
name=
"translator"
 
form=
"verb-short"
>
trans.
</term>

<term
 
name=
"translator"
 
form=
"short"
>
trans.
</term>

</terms>

</locale>

```

La section macro, contenant beaucoup de macros, regroupe toutes les règles de description des références selon le type de document.

```
<macro
 
name=
"secondary-contributors"
>

<choose>

<if
 
type=
"chapter paper-conference"
 
match=
"none"
>

<group
 
delimiter=
". "
>

<names
 
variable=
"editor translator"
>

<label
 
form=
"verb"
 
text-case=
"capitalize-first"
 
suffix=
" "
 
plural=
"never"
/>

<name
 
and=
"text"
 
delimiter=
", "
/>

</names>

</group>

</if>

</choose>

</macro>

```

La section citation définit l'affichage des appels de citation dans le texte.

```
<citation
 
et-al-min=
"4"
 
et-al-use-first=
"1"
 
disambiguate-add-year-suffix=
"true"
 
disambiguate-add-names=
"true"
 
disambiguate-add-givenname=
"true"
 
givenname-disambiguation-rule=
"primary-name"
>

<layout
 
prefix=
"("
 
suffix=
")"
 
delimiter=
"; "
>

<group
 
delimiter=
", "
>

<group
 
delimiter=
" "
>

<text
 
macro=
"contributors-short"
/>

<text
 
macro=
"date"
/>

</group><text
 
macro=
"point-locators"
/>

</group>

</layout>

</citation>

```

La section bibliography décrit l'affichage des références dans la bibliographie.

```
<bibliography
 
hanging-indent=
"true"
 
et-al-min=
"11"
 
et-al-use-first=
"7"
 
subsequent-author-substitute=
"———"
 
entry-spacing=
"0"
>

<sort>

<key
 
macro=
"contributors"
/>

<key
 
variable=
"issued"
/>

</sort>

<layout
 
suffix=
"."
>

<group
 
delimiter=
". "
>

<text
 
macro=
"contributors"
/>

<text
 
macro=
"date"
/>

<text
 
macro=
"title"
/>

</group>

<text
 
macro=
"description"
/>

<text
 
macro=
"secondary-contributors"
 
prefix=
". "
/>

<text
 
macro=
"container-title"
 
prefix=
". "
/>

<text
 
macro=
"container-contributors"
/>

<text
 
macro=
"edition"
/>

<text
 
macro=
"locators-chapter"
/>

<text
 
macro=
"locators"
/>

<text
 
macro=
"collection-title"
 
prefix=
". "
/>

<text
 
macro=
"issue"
/>

<text
 
macro=
"locators-article"
/>

<text
 
macro=
"access"
 
prefix=
". "
/>

</layout>

</bibliography>

```